# 上弗兰肯行政区
上弗兰肯（德語：Oberfranken）是德国巴伐利亚州的7个行政区之一，首府拜罗伊特。上弗兰肯行政区位于巴伐利亚州的东北部，与下弗兰肯行政区、中弗兰肯行政区、上普法尔茨行政区和萨克森州、图林根州相邻，与捷克的卡罗维发利州接壤。

## 華語譯名
由於兩岸翻譯上的不同，因此台灣從英語將其音譯為「上法蘭克尼亞」；中國大陸則從德語將其音譯為「上弗兰肯」。
上弗兰肯行政区下设4个非县辖城市和9个县。
非县辖城市：
1. 班贝格市（Bamberg）
2. 拜罗伊特市（Bayreuth）
3. 科堡市（Coburg）
4. 霍夫市（Hof）

县：
1. 班贝格县（Landkreis Bamberg），首府班贝格（Bamberg）
2. 拜罗伊特县（Landkreis Bayreuth），首府拜罗伊特（Bayreuth）
3. 科堡县（Landkreis Coburg），首府科堡（Coburg）
4. 福希海姆县（Landkreis Forchheim），首府福希海姆（Forchheim）
5. 霍夫县（Landkreis Hof），首府霍夫（Hof）
6. 克罗纳赫县（Landkreis Kronach），首府克罗纳赫（Kronach）
7. 库尔姆巴赫县（Landkreis Kulmbach），首府库尔姆巴赫（Kulmbach）
8. 利希滕费尔斯县（Landkreis Lichtenfels），首府利希滕费尔斯（Lichtenfels）
9. 文西德尔县（Landkreis Wunsiedel im Fichtelgebirge），首府文西德尔（Wunsiedel）